# 人民委員部
人民委員部（じんみんいいんぶ、ロシア語: Народный комиссариат、略称：Наркомат ナルコマート）とは、1917年から1946年までソビエト連邦とその構成国家に存在した行政機関。他国における省に相当し、この長である人民委員（Народный комиссар、略称：Нарком、ナルコム）は大臣・閣僚に相当する。

## 歴史

### ロシア共和国人民委員会議
1917年11月8日（ユリウス暦10月26日）に労働者・兵士代表ソビエト第2回全ロシア大会が採択した「人民委員会議の設立について」(s:ru) の布告では、最初のロシア・ソビエト共和国人民委員会議を構成する機関として、陸海軍大委員会とともに、貿易・産業、法務 (ru)、郵便・電信、労働、外務 (ru)、食糧 (ru)、財務 (ru)、教育、鉄道、内務 (ru)、農業、民族問題の12の人民委員部が列記された。

### ソビエト連邦人民委員会議
1922年12月に結ばれた「ソビエト連邦の結成に関する条約」の第11条では、最初のソビエト連邦人民委員会議を構成する機関として、人民経済最高会議 (ru) とともに、外務 (ru)、陸海軍 (ru)、対外貿易、鉄道輸送、郵便・電信、労農監査、労働 (ru)、食糧 (ru)、財務 (ru) の9人民委員部が挙げられている (s:ru)。これらは1924年1月に定められた連邦憲法の第8章において、全連邦単位にのみ置かれる5人民委員部（外務、陸海軍、対外貿易、鉄道輸送、郵便・電信）と各共和国ごとに置かれる4人民委員部（労農監査、労働、食糧、財務、そして人民経済最高会議）の2種類に分けられた (s:ru)。
1936年12月に改訂されたスターリン憲法では、全連邦単位にのみ置かれるものとして、国防、外務、対外貿易、鉄道輸送、通信、海運、重工業 (en)、国防産業の8人民委員部と、各共和国ごとに置かれるものとして食品産業 (ru)、軽工業、林業、農業、穀物・畜産ソフホーズ (ru)、財務、国内貿易、内務、法務、保健 (ru) の10人民委員部が挙げられている (s:ru)。
1946年3月15日の法令により、全連邦、共和国、自治共和国単位の全ての人民委員部は「省」(Министерство) へ、人民委員は「大臣」(Министр) へと改称された。